# Марко Марія Василівна
Марія Василівна Марко (1926, село Великі Ком'яти, тепер Виноградівського району Закарпатської області — 1 червня 1960, село Великі Ком'яти Виноградівського району Закарпатської області) — українська радянська діячка, новатор сільськогосподарського виробництва, ланкова-кукурудзовод колгоспу імені Ватутіна Виноградівського району Закарпатської області. Депутат Верховної Ради УРСР 4—5-го скликань.

## Біографія
Народилася в бідній селянській родині. З п'ятнадцятирічного віку наймитувала у заможного мешканця міста Виноградова.
У 1948—1960 роках — ланкова-кукурудзовод колгоспу імені Ватутіна села Великі Ком'яти Виноградівського району Закарпатської області. Вирощувала високі врожаї кукурудзи. У 1955 році зібрала по 120 центнерів кукурудзи із кожного гектара.
Раптово померла 1 червня 1960 року.

## Нагороди
- орден Леніна (26.02.1958)
- Велика срібна медаль Виставки досягнень народного господарства СРСР
- Мала золота медаль Виставки досягнень народного господарства СРСР